# Corinne Rottschafer

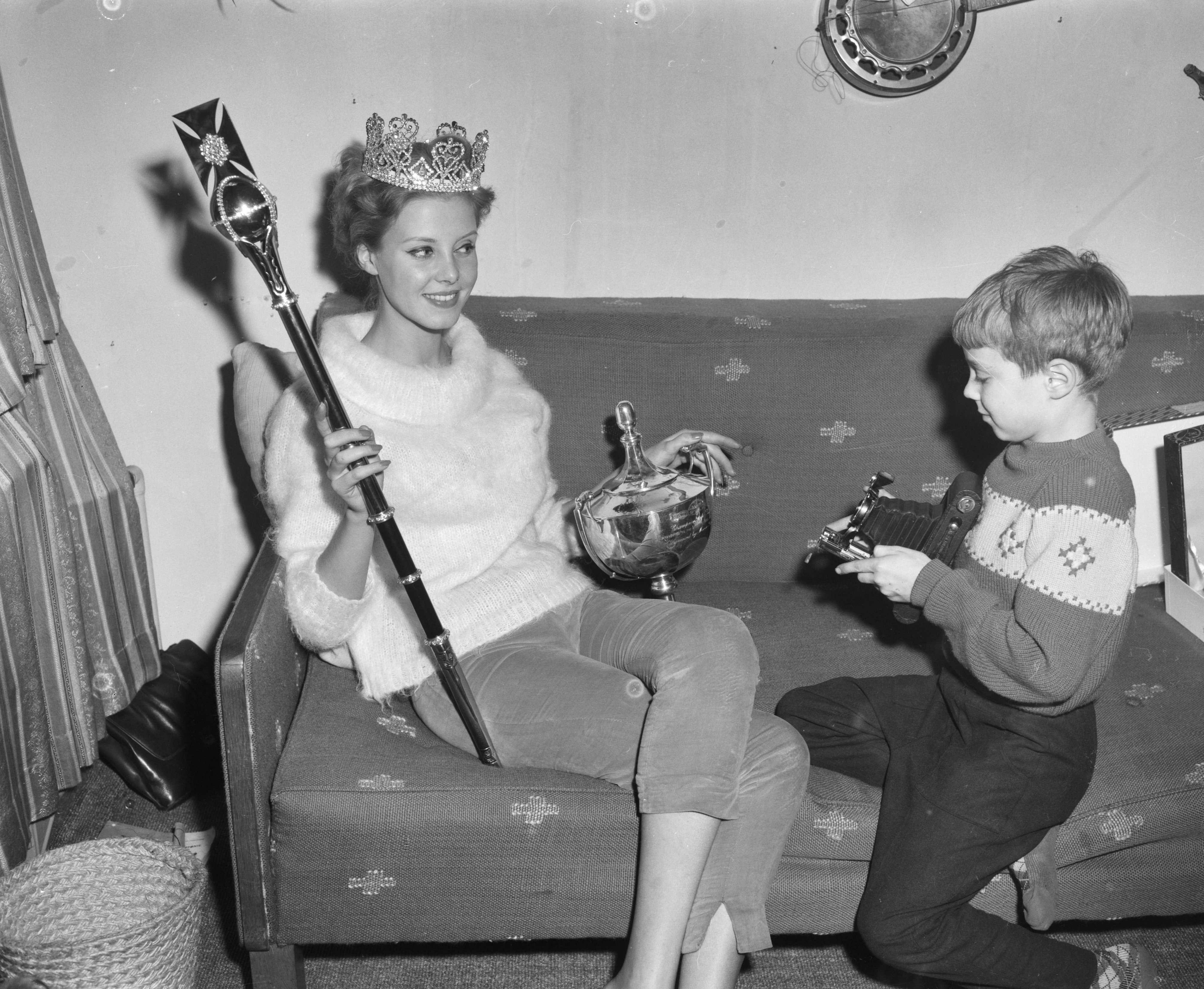
Corinne Rottschafer (1959)

Corinne Rottschafer là một hoa hậu đến từ Hà Lan. Bà đại diện cho Hà Lan tham dự cuộc thi Hoa hậu Thế giới 1959 tổ chức tại Luân Đôn và đã đoạt danh hiệu này. Bà đã trở thành người phụ nữ Hà Lan đầu tiên đăng quang danh hiệu Hoa hậu Thế giới.
Trước đó, bà đã từng đoạt danh hiệu Hoa hậu châu Âu (Miss Europe) vào năm 1957 và lọt vào top 15 cũng như thắng giải Hoa hậu Ảnh trong cuộc thi Hoa hậu Hoàn vũ 1958.
Bà đã trở thành một siêu mẫu nổi tiếng quốc tế. Sau này, bà đã thành lập hãng người mẫu ở Amsterdam, Corine's Agency.
Người kế vị của bà là Norma Gladys Cappagli, hoa hậu thế giới 1960 đến từ Argentina.
| Tứ đại Hoa hậu (1959)        | Tứ đại Hoa hậu (1959)                | Tứ đại Hoa hậu (1959)    | Tứ đại Hoa hậu (1959)     |
| ---------------------------- | ------------------------------------ | ------------------------ | ------------------------- |
| Hoa hậu Hoàn vũ Akiko Kojima | Hoa hậu Thế giới Corinne Rottschäfer | Hoa hậu Quốc tế không có | Hoa hậu Trái đất không có |